# Orgelbössa

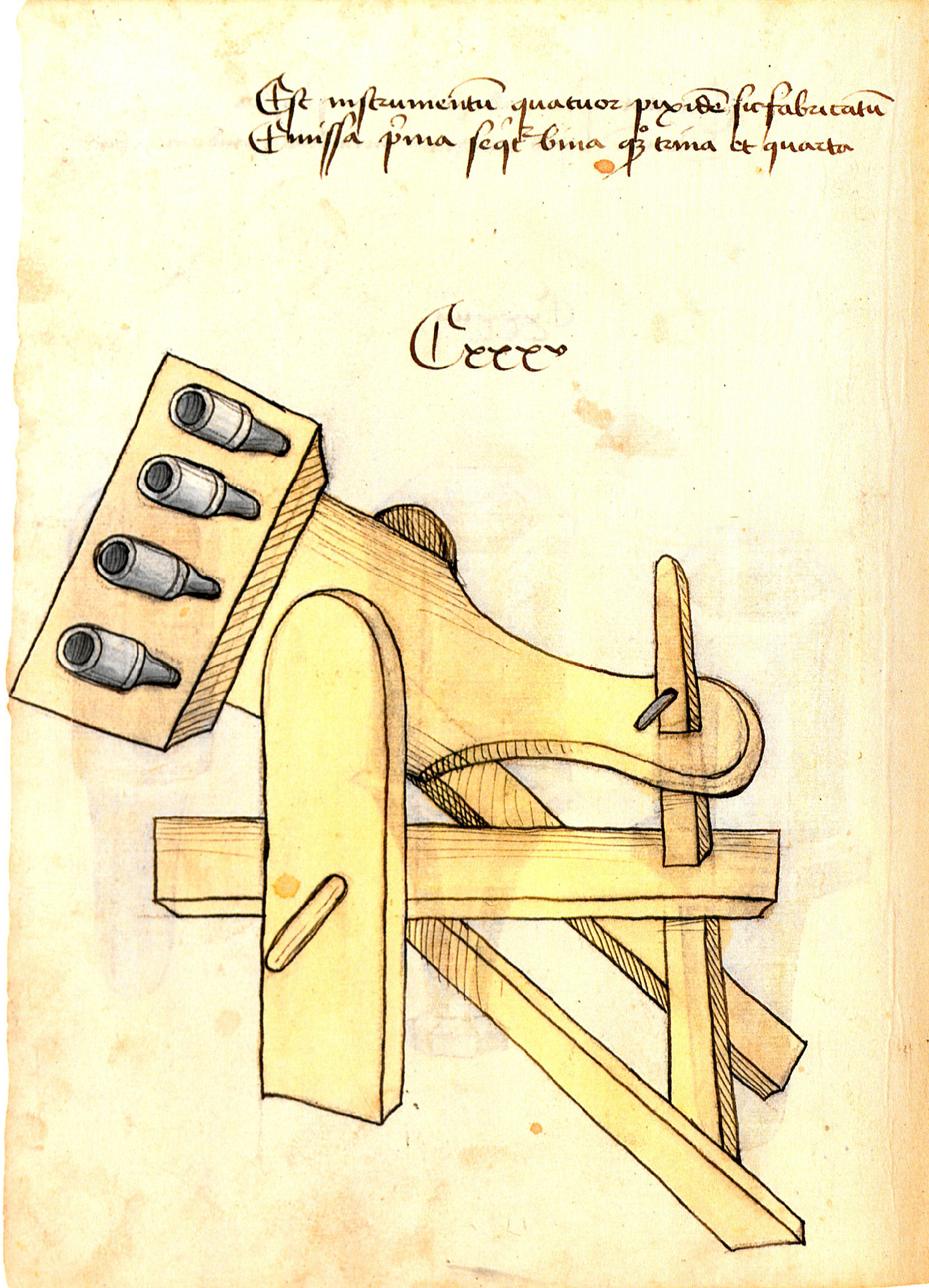
Orgelbössa i avhandlingen Bellifortis (c:a 1405)

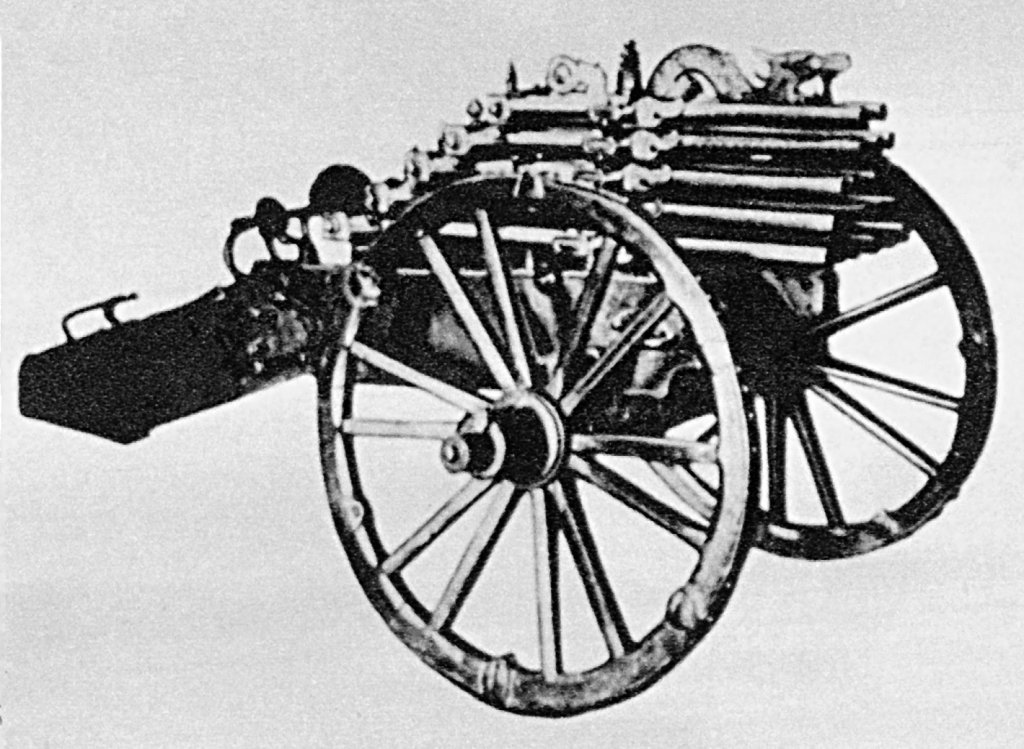
Orgelbössa med hjul från 1600-talet.

Orgelbössa, 1615 cirka - Skoklosters slott

Orgelbössa eller salvbössa är en typ av salvpjäs, ett eldvapen med flera, ibland fler än 100 stycken, pipor avsedda att avfyras i salvor eller i viss serie. Sådana vapen förekom så tidigt som på 1300-talet. Piporna var placerade bredvid varandra, ibland i flera lager. Omkring år 1500 började de monteras på hjulförsedda lavetter. Kalibern var oftast densamma som på en musköt, cirka 19 mm. Namnet orgelbössa kommer av att placeringen av piporna får vapnet att likna musikinstrumentet orgel.